# Hermine Heijermans

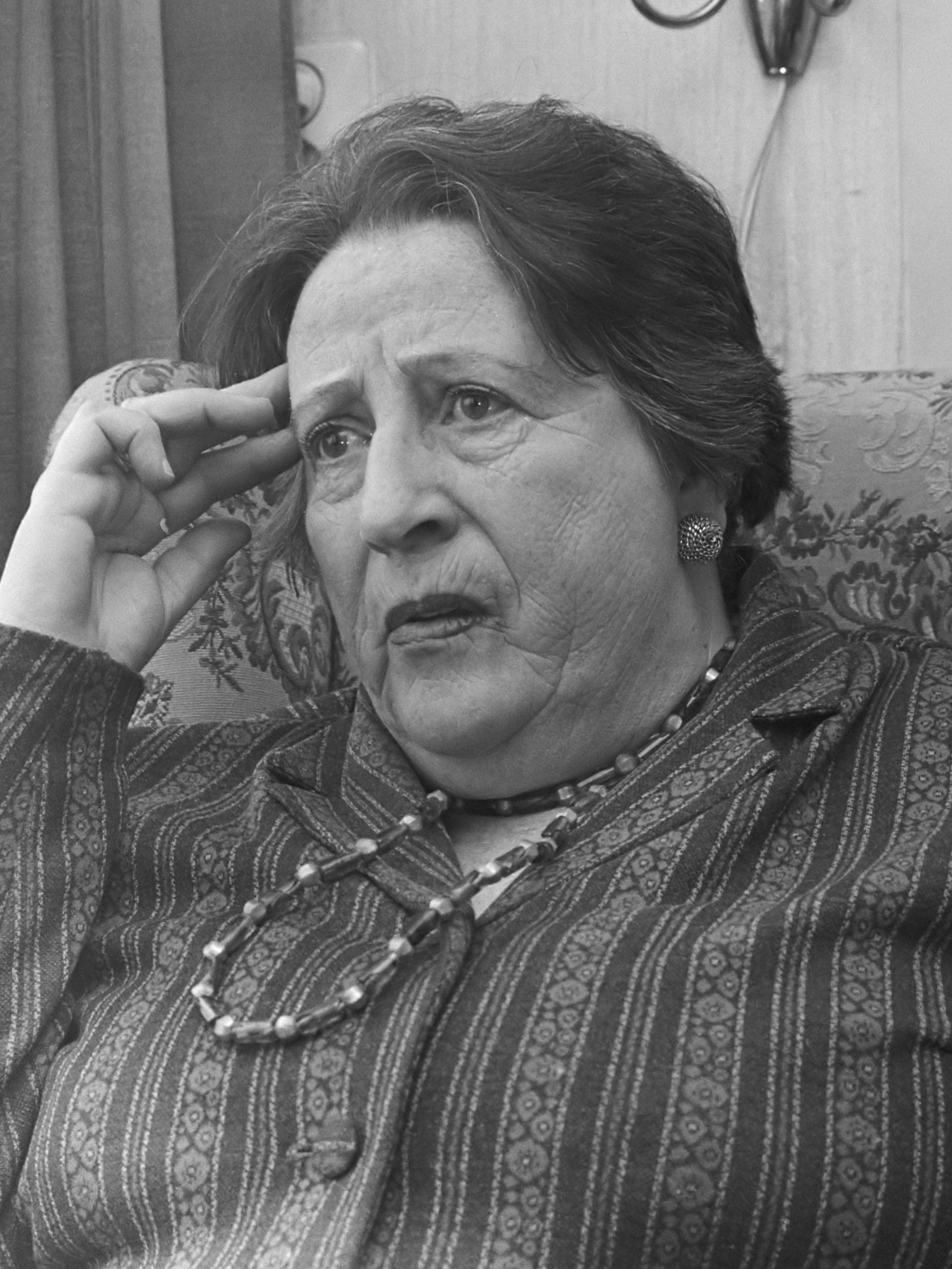
Hermine Heijermans (1970)

Hermine Marie Leendert Heijermans (Katwijk aan Zee, 13 september 1902 – Amsterdam, 8 augustus 1983) was een Nederlands toneelactrice, schrijfster en gemeentelijk politicus.
Ze was de dochter van toneelschrijver Herman Heijermans en speelde onder de naam Minny Heijermans van 1921 tot 1938 bij het gezelschap van haar vader de Tooneelvereeniging. Na de Tweede Wereldoorlog was ze nog actief als cabaretier. Heijermans werd vooral bekend als schrijfster en ze schreef onder meer een biografie over haar vader. In 1976 was ze de samenstelster van het Boekenweekgeschenk Snikken en smartlapjes. In de jaren '60 en '70 was ze ook columniste voor Sekstant, het tijdschrift van de NVSH. Namens de CPN was Heijermans ook gemeenteraadslid in Amsterdam. Ze was op jonge leeftijd kort gehuwd gehuwd met toneelacteur Henri Eerens. Van 17 december 1941 tot 26 oktober 1946 was ze gehuwd met Wouter van Kouwen.

## Werken
- Gevaarlijk leven, 1947
- De minnaars, 1970
- Nog meer minnaars en vele lichte vrouwen, 1972
- Mijn vader Herman Heijermans, 1973 (auto-biografisch)
- Huwelijkse twisten, 1975 (toneel)
- Snikken & smartlapjes, 1976 (samst) (levensliederen) [CPNB]
- Paren in onvrede, 1977
- Bet van Beeren. Koningin van de Zeedijk (door Tibbe Bosch), 1977 (enkele bijdragen H.H.)
- Ik val op een mijt, 1978
- Leven met Eros, 1979
- Jaren vol galgenhumor. 1940-1945, 1981